# Girolamo Dandini (cardinale)
Girolamo Dandini (Cesena, 25 marzo 1509 – Roma, 4 dicembre 1559) è stato un cardinale e vescovo cattolico italiano.

## Biografia
Appartenente a una famiglia aristocratica di Cesena originaria di Siena, figlio di Anselmo Dandini e Giovanna Muratini, studiò all'Università di Bologna, dove si laureò in utroque iure.
Si trasferì quindi a Roma, dove divenne protonotario apostolico sotto papa Paolo III.
Successivamente fu incardinato nel clero di Caserta.
Il 14 novembre 1544 fu eletto vescovo di Caserta, ma già il 17 maggio 1546 fu trasferito alla diocesi di Imola. In questo periodo venne inviato spesso come nunzio in Francia presso Francesco I ed Enrico II. Nel 1550 Giulio III,  succeduto a Paolo III, lo nominò segretario di Stato, il primo della storia. In tale veste si recò da Carlo V per stabilire la continuazione del concilio di Trento e per ottenere aiuti per la guerra di Parma e della Mirandola.
Il 20 novembre 1551 fu creato cardinale da papa Giulio III e il 4 dicembre dello stesso anno ricevette il titolo di San Matteo in Merulana.
L'11 maggio 1552 rinunciò alla diocesi di Imola in favore del nipote Anastasio Uberto Dandini.
Nel 1553 si recò nelle Fiandre come ambasciatore presso Carlo V e qui ebbe contatti col cardinale Giovanni Francesco Commendone che era stato incaricato dal papa di chiedere alla regina Maria I d'Inghilterra la restaurazione del cattolicesimo in Inghilterra. Accusato da Giulio III di essersi mostrato troppo accondiscendente nei confronti di Carlo V, venne mandato a Ferrara investito dell'abbazia di san Bartolomeo nel Bosco. Dopo la morte del nipote Anastasio Uberto (1558) riprese il governo della diocesi di Imola.
Fu presente ai due conclavi del 1555. Il 25 ottobre 1555 optò per il titolo di San Marcello.
Partecipò al conclave del 1559, ma dovette abbandonarlo il 3 dicembre perché malato. Morì il giorno successivo.

## Genealogia episcopale
La genealogia episcopale è:
- Cardinale Girolamo Grimaldi
- Arcivescovo Martinho de Portugal
- Arcivescovo Alfonso Oliva, O.E.S.A.
- Vescovo Girolamo Maccabei
- Cardinale Girolamo Dandini